# 보은군
보은군(報恩郡)은 대한민국 충청북도 중남부에 있는 군이다. 서쪽으로 대전광역시, 충청북도 청주시, 남쪽으로 충청북도 옥천군, 북쪽으로 충청북도 괴산군과 접해있으며, 동쪽으로는 속리산을 경계로 경상북도 상주시와 접한다. 매년 10월 보은대추축제가 열린다. 1914년 회인군과 회덕군(대전군)의 일부를 병합하였고, 1973년 보은면이 보은읍으로 승격하였다. 군청 소재지는 보은읍이고, 행정구역은 1읍 10면이다.

## 역사
| Daedongyeojido (Gyujanggak) 15-04.jpg | Daedongyeojido (Gyujanggak) 15-03.jpg |
| Daedongyeojido (Gyujanggak) 16-04.jpg | Daedongyeojido (Gyujanggak) 16-03.jpg |

보은의 역사상 처음이름은 와산성(蛙山城)이었다.
- 진한 사벌국의 영역에 속해 와산성(蛙山城)이라 했다.
- 신라 502년(지증왕 3년) 3년에 걸쳐서 산성을 쌓았다고 해서, 삼년산군이라 칭해졌다.
- 757년(경덕왕 16년) 삼년군이라 칭해졌다.
- 고려 1018년(현종 9년) 상주목에 소속되었다.
- 조선 1416년(태종 16년) 보은현이라 칭해졌다.
- 1895년 6월 23일(음력 윤5월 1일) 공주부 보은군으로 개편하였다.[2]
- 1896년 8월 4일 충청북도 보은군으로 개편하였다.[3]
- 1914년 4월 1일 회인군과 충청남도 대전군(회덕군) 일부를 병합하였다.[4]

| 부령 제111호 | | |             | | | |
| 구 행정구역 | 구 행정구역 | 구 행정구역 | 신 행정구역 | 신 행정구역 | 신 행정구역 | 신 행정구역 |
| 보은군 삼승면(三升面) | 보은군 삼승면(三升面) | 보은군 삼승면(三升面) | 삼승면      | 내망리, 달산리, 상가리, 서원리, 원남리, 천남리, 탄금리                                                                                                 | 내망리, 달산리, 상가리, 서원리, 원남리, 천남리, 탄금리                                                                                                 | 내망리, 달산리, 상가리, 서원리, 원남리, 천남리, 탄금리                                                                                                 |
| 보은군 서니면(西尼面) | 보은군 서니면(西尼面) | 보은군 서니면(西尼面) | 삼승면      | 둔덕리, 선곡리, 송죽리, 우진리 | 둔덕리, 선곡리, 송죽리, 우진리 | 둔덕리, 선곡리, 송죽리, 우진리 |
| 보은군 서니면(西尼面) | 보은군 서니면(西尼面) | 보은군 서니면(西尼面) | 읍내면      | 금굴리, 수정리, 지산리 | 금굴리, 수정리, 지산리 | 금굴리, 수정리, 지산리 |
| 보은군 읍내면(邑內面) | 보은군 읍내면(邑內面) | 보은군 읍내면(邑內面) | 읍내면      | 교사리, 삼산리, 이평리, 장신리, 죽전리 | 교사리, 삼산리, 이평리, 장신리, 죽전리 | 교사리, 삼산리, 이평리, 장신리, 죽전리 |
| 보은군 산내면(山內面) | 보은군 산내면(山內面) | 보은군 산내면(山內面) | 읍내면      | 강산리, 강신리, 누저리, 성족리, 신함리, 종곡리, 중동리, 풍취리, 학림리                                                                                 | 강산리, 강신리, 누저리, 성족리, 신함리, 종곡리, 중동리, 풍취리, 학림리                                                                                 | 강산리, 강신리, 누저리, 성족리, 신함리, 종곡리, 중동리, 풍취리, 학림리                                                                                 |
| 보은군 사각면(思角面) 관동/길상리, 대야리, 성저리/성주리, 성신리/만지리/어암리/탁동, 용주리/용천리/월송리/고승리 일부, 고승리 일부, 구인리 일부, 나부리/매화리/운현리, 사직리/평각리 일부/신동 일부, 신동/평각리 일부                                                                                             | 보은군 사각면(思角面) 관동/길상리, 대야리, 성저리/성주리, 성신리/만지리/어암리/탁동, 용주리/용천리/월송리/고승리 일부, 고승리 일부, 구인리 일부, 나부리/매화리/운현리, 사직리/평각리 일부/신동 일부, 신동/평각리 일부                                                                                             | 보은군 사각면(思角面) 관동/길상리, 대야리, 성저리/성주리, 성신리/만지리/어암리/탁동, 용주리/용천리/월송리/고승리 일부, 고승리 일부, 구인리 일부, 나부리/매화리/운현리, 사직리/평각리 일부/신동 일부, 신동/평각리 일부 | 읍내면      | 길상리, 대야리, 성주리, 어암리, 월송리 | 길상리, 대야리, 성주리, 어암리, 월송리 | 길상리, 대야리, 성주리, 어암리, 월송리 |
| 보은군 사각면(思角面) 관동/길상리, 대야리, 성저리/성주리, 성신리/만지리/어암리/탁동, 용주리/용천리/월송리/고승리 일부, 고승리 일부, 구인리 일부, 나부리/매화리/운현리, 사직리/평각리 일부/신동 일부, 신동/평각리 일부                                                                                             | 보은군 사각면(思角面) 관동/길상리, 대야리, 성저리/성주리, 성신리/만지리/어암리/탁동, 용주리/용천리/월송리/고승리 일부, 고승리 일부, 구인리 일부, 나부리/매화리/운현리, 사직리/평각리 일부/신동 일부, 신동/평각리 일부                                                                                             | 보은군 사각면(思角面) 관동/길상리, 대야리, 성저리/성주리, 성신리/만지리/어암리/탁동, 용주리/용천리/월송리/고승리 일부, 고승리 일부, 구인리 일부, 나부리/매화리/운현리, 사직리/평각리 일부/신동 일부, 신동/평각리 일부 | 탄부면      | 고승리, 구인리, 매화리, 사직리, 평각리 | 고승리, 구인리, 매화리, 사직리, 평각리 | 고승리, 구인리, 매화리, 사직리, 평각리 |
| 보은군 탄부면(炭釜面) 하관리/중관리/구암리 일부, 석화리/덕동리, 벽지리, 지덕리/상장리/(속리면) 애평리, 경상리/장암리, 하장리, 기대리, 상소리/중소리/하소리 | 보은군 마로면(馬老面) 대양리, 쌍암리/성지리, 증산리/갈전리, 변둔리/세동, 내동/세중리, 금동/오천리, 모동/점동/월남리, 한중리/백록동 | 보은군 왕래면(旺來面) 임한리, 갈평리 일부, 관기리/사여리/(탄부면) 구암리 일부, 수영리/송현리, 방하리/수문리/(속리면) 불목리 일부/(탄부면) 구암리 일부, 임곡리/갈평리 일부, 적암리 | 탄부면      | 구암리, 덕동리, 벽지리, 상장리, 장암리, 하장리 | 대양리, 성지리 | 임한리 |
| 보은군 탄부면(炭釜面) 하관리/중관리/구암리 일부, 석화리/덕동리, 벽지리, 지덕리/상장리/(속리면) 애평리, 경상리/장암리, 하장리, 기대리, 상소리/중소리/하소리 | 보은군 마로면(馬老面) 대양리, 쌍암리/성지리, 증산리/갈전리, 변둔리/세동, 내동/세중리, 금동/오천리, 모동/점동/월남리, 한중리/백록동 | 보은군 왕래면(旺來面) 임한리, 갈평리 일부, 관기리/사여리/(탄부면) 구암리 일부, 수영리/송현리, 방하리/수문리/(속리면) 불목리 일부/(탄부면) 구암리 일부, 임곡리/갈평리 일부, 적암리 | 마로면      | 기대리, 소여리 | 갈전리, 변둔리, 세중리, 오천리, 원정리, 한중리 | 갈평리, 관기리, 송현리, 수문리, 임곡리, 적암리 |
| 보은군 산외면(山外面) | 보은군 산외면(山外面) | 보은군 산외면(山外面) | 산외면      | 가고리, 구티리, 대원리, 동화리, 문암리, 백석리, 봉계리, 신정리, 아시리, 어온리, 오대리, 원평리, 이식리, 장갑리, 탁주리                                 | 가고리, 구티리, 대원리, 동화리, 문암리, 백석리, 봉계리, 신정리, 아시리, 어온리, 오대리, 원평리, 이식리, 장갑리, 탁주리                                 | 가고리, 구티리, 대원리, 동화리, 문암리, 백석리, 봉계리, 신정리, 아시리, 어온리, 오대리, 원평리, 이식리, 장갑리, 탁주리                                 |
| 보은군 내북면(外北面) 탕동/길동, 산대리, 중티리, 노티리, 웅장리/두평리, 도촌리/내사막리/외사막리, 송정리/산성리/구이목리, 상궁리 일부/중궁리 일부, 서지리, 상룡리/용암리/수남리/대비리, 백운동/이원리, 소야동/내동/모정리, 상초리/중초리/하초리, 율성리/하궁리/(회인군 동면) 신평리 일부/율성리 일부              | 보은군 내북면(外北面) 탕동/길동, 산대리, 중티리, 노티리, 웅장리/두평리, 도촌리/내사막리/외사막리, 송정리/산성리/구이목리, 상궁리 일부/중궁리 일부, 서지리, 상룡리/용암리/수남리/대비리, 백운동/이원리, 소야동/내동/모정리, 상초리/중초리/하초리, 율성리/하궁리/(회인군 동면) 신평리 일부/율성리 일부              | 보은군 내북면(外北面) 탕동/길동, 산대리, 중티리, 노티리, 웅장리/두평리, 도촌리/내사막리/외사막리, 송정리/산성리/구이목리, 상궁리 일부/중궁리 일부, 서지리, 상룡리/용암리/수남리/대비리, 백운동/이원리, 소야동/내동/모정리, 상초리/중초리/하초리, 율성리/하궁리/(회인군 동면) 신평리 일부/율성리 일부 | 산외면      | 길탕리, 산대리, 중티리 | 길탕리, 산대리, 중티리 | 길탕리, 산대리, 중티리 |
| 보은군 내북면(外北面) 탕동/길동, 산대리, 중티리, 노티리, 웅장리/두평리, 도촌리/내사막리/외사막리, 송정리/산성리/구이목리, 상궁리 일부/중궁리 일부, 서지리, 상룡리/용암리/수남리/대비리, 백운동/이원리, 소야동/내동/모정리, 상초리/중초리/하초리, 율성리/하궁리/(회인군 동면) 신평리 일부/율성리 일부              | 보은군 내북면(外北面) 탕동/길동, 산대리, 중티리, 노티리, 웅장리/두평리, 도촌리/내사막리/외사막리, 송정리/산성리/구이목리, 상궁리 일부/중궁리 일부, 서지리, 상룡리/용암리/수남리/대비리, 백운동/이원리, 소야동/내동/모정리, 상초리/중초리/하초리, 율성리/하궁리/(회인군 동면) 신평리 일부/율성리 일부              | 보은군 내북면(外北面) 탕동/길동, 산대리, 중티리, 노티리, 웅장리/두평리, 도촌리/내사막리/외사막리, 송정리/산성리/구이목리, 상궁리 일부/중궁리 일부, 서지리, 상룡리/용암리/수남리/대비리, 백운동/이원리, 소야동/내동/모정리, 상초리/중초리/하초리, 율성리/하궁리/(회인군 동면) 신평리 일부/율성리 일부 | 내북면      | 노티리, 두평리, 봉평리, 산성리, 상궁리, 서지리, 용암리, 이원리, 장속리, 중초리, 하궁리                                                                 | 노티리, 두평리, 봉평리, 산성리, 상궁리, 서지리, 용암리, 이원리, 장속리, 중초리, 하궁리                                                                 | 노티리, 두평리, 봉평리, 산성리, 상궁리, 서지리, 용암리, 이원리, 장속리, 중초리, 하궁리                                                                 |
| 보은군 주성면(朱城面) 대안리/엽동 일부, 평동 일부/신기리 일부, 창상리/신기리 일부, 도엽리/사평리/봉황리 일부, 백동/성암리, 성치리, 아곡리/(회인군 동면) 용흥동 일부, 내저리/외저리, 창리/천곡리/엽동 일부, 수평리/묵동/염둔리 일부/(회인군 동면) 염둔리 일부                                                      | 보은군 주성면(朱城面) 대안리/엽동 일부, 평동 일부/신기리 일부, 창상리/신기리 일부, 도엽리/사평리/봉황리 일부, 백동/성암리, 성치리, 아곡리/(회인군 동면) 용흥동 일부, 내저리/외저리, 창리/천곡리/엽동 일부, 수평리/묵동/염둔리 일부/(회인군 동면) 염둔리 일부                                                      | 보은군 주성면(朱城面) 대안리/엽동 일부, 평동 일부/신기리 일부, 창상리/신기리 일부, 도엽리/사평리/봉황리 일부, 백동/성암리, 성치리, 아곡리/(회인군 동면) 용흥동 일부, 내저리/외저리, 창리/천곡리/엽동 일부, 수평리/묵동/염둔리 일부/(회인군 동면) 염둔리 일부 | 내북면      | 대안리, 도원리, 동산리, 봉황리, 성암리, 성티리, 아곡리, 적음리, 창리, 화전리                                                                           | 대안리, 도원리, 동산리, 봉황리, 성암리, 성티리, 아곡리, 적음리, 창리, 화전리                                                                           | 대안리, 도원리, 동산리, 봉황리, 성암리, 성티리, 아곡리, 적음리, 창리, 화전리                                                                           |
| 보은군 속리면(俗離面) 봉비리, 사양리/불목리 일부, 안돌리/서원리, 오룡리/오심리/사창리, 서평리/장내리 일부/(사각면) 구인리 일부, 장재리, 하개리, 황곡리/장내리 일부, 갈목리, 구병리, 대목리, 묘막리, 백현리/(산외면) 장갑리 일부, 북암리, 동구리/사내리, 삼가리, 상판리, 점촌리/중판리, 하판리                     | 보은군 속리면(俗離面) 봉비리, 사양리/불목리 일부, 안돌리/서원리, 오룡리/오심리/사창리, 서평리/장내리 일부/(사각면) 구인리 일부, 장재리, 하개리, 황곡리/장내리 일부, 갈목리, 구병리, 대목리, 묘막리, 백현리/(산외면) 장갑리 일부, 북암리, 동구리/사내리, 삼가리, 상판리, 점촌리/중판리, 하판리                     | 보은군 속리면(俗離面) 봉비리, 사양리/불목리 일부, 안돌리/서원리, 오룡리/오심리/사창리, 서평리/장내리 일부/(사각면) 구인리 일부, 장재리, 하개리, 황곡리/장내리 일부, 갈목리, 구병리, 대목리, 묘막리, 백현리/(산외면) 장갑리 일부, 북암리, 동구리/사내리, 삼가리, 상판리, 점촌리/중판리, 하판리 | 속리면      | 봉비리, 불목리, 서원리, 오창리, 장내리, 장재리, 하개리, 황곡리, 갈목리, 구병리, 대목리, 묘막리, 백현리, 북암리, 사내리, 삼가리, 상판리, 중판리, 하판리 | 봉비리, 불목리, 서원리, 오창리, 장내리, 장재리, 하개리, 황곡리, 갈목리, 구병리, 대목리, 묘막리, 백현리, 북암리, 사내리, 삼가리, 상판리, 중판리, 하판리 | 봉비리, 불목리, 서원리, 오창리, 장내리, 장재리, 하개리, 황곡리, 갈목리, 구병리, 대목리, 묘막리, 백현리, 북암리, 사내리, 삼가리, 상판리, 중판리, 하판리 |
| 보은군 수한면(水汗面) 문치리/거신리/거현리, 양기리/광촌리, 거묵동/교암리, 평포리/동정리/(회인군 동면) 차령리 일부, 중리/묘서리/묘동리, 발산리/운천리 일부, 병원리, 은로리/산척리 일부/(회인군 동면) 산척리 일부, 성리, 묘북리/말곶리/소계리, 오정리, 장선리/궁기리, 질곶리/질신리 일부, 와치리/후평리/운천리 일부 | 보은군 수한면(水汗面) 문치리/거신리/거현리, 양기리/광촌리, 거묵동/교암리, 평포리/동정리/(회인군 동면) 차령리 일부, 중리/묘서리/묘동리, 발산리/운천리 일부, 병원리, 은로리/산척리 일부/(회인군 동면) 산척리 일부, 성리, 묘북리/말곶리/소계리, 오정리, 장선리/궁기리, 질곶리/질신리 일부, 와치리/후평리/운천리 일부 | 보은군 수한면(水汗面) 문치리/거신리/거현리, 양기리/광촌리, 거묵동/교암리, 평포리/동정리/(회인군 동면) 차령리 일부, 중리/묘서리/묘동리, 발산리/운천리 일부, 병원리, 은로리/산척리 일부/(회인군 동면) 산척리 일부, 성리, 묘북리/말곶리/소계리, 오정리, 장선리/궁기리, 질곶리/질신리 일부, 와치리/후평리/운천리 일부 | 수한면      | 거현리, 광촌리, 교암리, 동정리, 묘서리, 발산리, 병원리, 산척리, 성리, 소계리, 오정리, 장선리, 질신리, 후평리                                           | 거현리, 광촌리, 교암리, 동정리, 묘서리, 발산리, 병원리, 산척리, 성리, 소계리, 오정리, 장선리, 질신리, 후평리                                           | 거현리, 광촌리, 교암리, 동정리, 묘서리, 발산리, 병원리, 산척리, 성리, 소계리, 오정리, 장선리, 질신리, 후평리                                           |
| 회인군 읍내면(邑內面) | 회인군 읍내면(邑內面) | 회인군 읍내면(邑內面) | 회북면      | 건천리, 고석리, 눌곡리, 부수리, 송평리, 용촌리, 애곡리, 죽암리, 중앙리                                                                                 | 건천리, 고석리, 눌곡리, 부수리, 송평리, 용촌리, 애곡리, 죽암리, 중앙리                                                                                 | 건천리, 고석리, 눌곡리, 부수리, 송평리, 용촌리, 애곡리, 죽암리, 중앙리                                                                                 |
| 회인군 남면(南面) 신대리 일부, 지승동/금곡리, 분저곡리, 사탄리/(서면) 양지중리 일부, 서당평리/검단리/(옥천군 군북일소면) 대촌리 일부/(회덕군 주안면) 오동령리 일부, 송포리, 상추동/하추동, 영승동/풍계리/탕산리/용호리/(서면) 양지중리 일부, 조곡리, 판장리/사담리 일부                                           | 회인군 서면(西面) 마구리, 마동리/동막리/가정자리 일부, 묘암리 일부, 명곡리/용두리/가정자리 일부, 거교리/(남면) 사담리 일부, 거구리/남대문리/만지동/후곡리 일부, 신읍리/후곡리 일부/양지중리 일부, 어성리, 염티리 일부                                                                                             | 회인군 동면(東面) 갈티리 일부, 법주리 일부, 갈티리 일부/세촌리 일부, 웅곡리/초개동/가암리 일부, 궁평리/신평리 일부/세촌리 일부/(보은군 내북면) 중궁리 일부/상궁리 일부, 신문리, 법주리 일부/염둔리 일부/(보은군 주성면) 염둔리 일부, 오동, 수적동/용흥동 일부/(보은군 내북면) 상궁리 일부, 산척리 일부/율성리 일부/(보은군 수한면) 산척리 일부, 후율리/차정리/차령리 일부, 노성리 일부/(옥천군 안내면) 용촌리 일부, 안목리/지경리 일부/광성리 일부/(옥천군 안내면) 용촌리 일부 | 회북면      | 신대리 | 마구리, 마동리, 묘암리, 용곡리 | 갈티리, 법주리, 세촌리, 쌍암리, 신궁리, 신문리, 염둔리, 오동리, 용수리, 율산리, 차정리                                                                 |
| 회인군 남면(南面) 신대리 일부, 지승동/금곡리, 분저곡리, 사탄리/(서면) 양지중리 일부, 서당평리/검단리/(옥천군 군북일소면) 대촌리 일부/(회덕군 주안면) 오동령리 일부, 송포리, 상추동/하추동, 영승동/풍계리/탕산리/용호리/(서면) 양지중리 일부, 조곡리, 판장리/사담리 일부                                           | 회인군 서면(西面) 마구리, 마동리/동막리/가정자리 일부, 묘암리 일부, 명곡리/용두리/가정자리 일부, 거교리/(남면) 사담리 일부, 거구리/남대문리/만지동/후곡리 일부, 신읍리/후곡리 일부/양지중리 일부, 어성리, 염티리 일부                                                                                             | 회인군 동면(東面) 갈티리 일부, 법주리 일부, 갈티리 일부/세촌리 일부, 웅곡리/초개동/가암리 일부, 궁평리/신평리 일부/세촌리 일부/(보은군 내북면) 중궁리 일부/상궁리 일부, 신문리, 법주리 일부/염둔리 일부/(보은군 주성면) 염둔리 일부, 오동, 수적동/용흥동 일부/(보은군 내북면) 상궁리 일부, 산척리 일부/율성리 일부/(보은군 수한면) 산척리 일부, 후율리/차정리/차령리 일부, 노성리 일부/(옥천군 안내면) 용촌리 일부, 안목리/지경리 일부/광성리 일부/(옥천군 안내면) 용촌리 일부 | 회남면      | 금곡리, 분저리, 사탄리, 서탄리, 송포리, 신추리, 용호리, 조곡리, 판장리                                                                                 | 거교리, 남대문리, 신곡리, 어성리, 염티리 | 노성리, 은운리 |
| 회인군 강외면(江外面) | 회인군 강외면(江外面) | 회인군 강외면(江外面) | 회남면      | 매산리, 법수리, 사음리, 산수리 | 매산리, 법수리, 사음리, 산수리 | 매산리, 법수리, 사음리, 산수리 |
- 1917년 10월 1일 읍내면을 보은면으로 개칭하였다.
- 1946년 2월 1일 회북면의 4개 리(염둔·법주·용수·신궁)를 내북면으로, 차정리를 수한면으로 편입하였다.
- 1947년 1월 31일 속리면을 내속리면과 외속리면으로 나누었다.[5]

| 도령 제36호                                                                                   |               |
| 구 행정구역                                                                                   | 신 행정구역   |
| 속리면 갈목리, 구병리, 대목리, 묘막리, 백현리, 북암리, 사내리, 삼가리, 상판리, 중판리, 하판리 | 내속리면 일원 |
| 속리면 봉비리, 불목리, 서원리, 오창리, 장내리, 장재리, 하개리, 황곡리                         | 외속리면 일원 |
| 탄부면 구인리                                                                                 | 외속리면 일원 |
- 1973년 7월 1일 보은면이 보은읍으로 승격되었다.[6]
- 1982년 2월 10일 군청 소재지를 보은읍 삼산리 130번지에서 보은읍 이평리 45번지로 이전하였다.
- 1983년 2월 15일 회북면 율산리가 수한면으로 편입되었고, 회북면 세촌리가 내북면으로 편입되었다.[7]

| 대통령령 제11027호 |             |
| 구 행정구역        | 신 행정구역 |
| 회북면 율산리      | 수한면 일부 |
| 회북면 세촌리      | 내북면 일부 |
- 1987년 1월 1일 내북면 6개 리를 보은읍으로 회남면 노성리를 수한면으로 편입하였고, 보은읍 누저리를 누청리로, 내속리면 묘막리를 만수리로 명칭을 변경하였다.[8][9]

| 대통령령 제12007호                                    |             |
| 구 행정구역                                           | 신 행정구역 |
| 내북면 중초리, 산성리, 노티리, 용암리, 봉평리, 장속리 | 보은읍 일부 |
| 회남면 노성리                                         | 수한면 일부 |
| 군조례 제900호  |                 |
| 구 행정구역     | 신 행정구역     |
| 보은읍 누저리   | 보은읍 누청리   |
| 내속리면 묘막리 | 내속리면 만수리 |
- 1989년 1월 1일 회남면 및 회북면 일부가 청원군 문의면으로 편입되었고, 옥천군 안내면 오덕리 일부가 삼승면 원남리로 편입되었다.[10]

| 대통령령 제12557호            |                    |
| 구 행정구역                   | 신 행정구역        |
| 회남면 염티리                 | 청원군 문의면 일부 |
| 회북면 마구리, 마동리, 묘암리 | 청원군 문의면 일부 |
- 2007년 10월 1일 내속리면(內俗離面)은 속리산면으로, 외속리면(外俗離面)은 장안면으로, 회북면(懷北面)은 회인면으로 개칭되었다.[11]

| 군조례 제1902호       |                       |
| 구 행정구역           | 신 행정구역           |
| 내속리면 일원         | 속리산면 일원         |
| 내속리면 대목리       | 속리산면 도화리       |
| 외속리면 일원         | 장안면 일원           |
| 외속리면 하개리       | 장안면 개안리         |
| 산외면 산대리(山大里) | 산외면 산대리(山垈里) |
- 2014년 4월 1일 장안면 장내리(帳內里)를 장안리로 개칭했다.[12]
- 2019년 4월 1일 회남면 판장리(板藏里)를 광포리(廣浦里)로 개칭했다.[13]

## 기후
보은군의 기후는 냉대 동계 소우 기후(Dwa)이다.
| 보은기상관측소 (보은군 보은읍 성주리, 해발 171.31m)의 기후 | 보은기상관측소 (보은군 보은읍 성주리, 해발 171.31m)의 기후 | 보은기상관측소 (보은군 보은읍 성주리, 해발 171.31m)의 기후 | 보은기상관측소 (보은군 보은읍 성주리, 해발 171.31m)의 기후 | 보은기상관측소 (보은군 보은읍 성주리, 해발 171.31m)의 기후 | 보은기상관측소 (보은군 보은읍 성주리, 해발 171.31m)의 기후 | 보은기상관측소 (보은군 보은읍 성주리, 해발 171.31m)의 기후 | 보은기상관측소 (보은군 보은읍 성주리, 해발 171.31m)의 기후 | 보은기상관측소 (보은군 보은읍 성주리, 해발 171.31m)의 기후 | 보은기상관측소 (보은군 보은읍 성주리, 해발 171.31m)의 기후 | 보은기상관측소 (보은군 보은읍 성주리, 해발 171.31m)의 기후 | 보은기상관측소 (보은군 보은읍 성주리, 해발 171.31m)의 기후 | 보은기상관측소 (보은군 보은읍 성주리, 해발 171.31m)의 기후 | 보은기상관측소 (보은군 보은읍 성주리, 해발 171.31m)의 기후 |
| 월                                                         | 1월                                                        | 2월                                                        | 3월                                                        | 4월                                                        | 5월                                                        | 6월                                                        | 7월                                                        | 8월                                                        | 9월                                                        | 10월                                                       | 11월                                                       | 12월                                                       | 연간                                                       |
| ---------------------------------------------------------- | ---------------------------------------------------------- | ---------------------------------------------------------- | ---------------------------------------------------------- | ---------------------------------------------------------- | ---------------------------------------------------------- | ---------------------------------------------------------- | ---------------------------------------------------------- | ---------------------------------------------------------- | ---------------------------------------------------------- | ---------------------------------------------------------- | ---------------------------------------------------------- | ---------------------------------------------------------- | ---------------------------------------------------------- |
| 역대 최고 기온 °C (°F)                                     | 14.4 (57.9)                                                | 21.9 (71.4)                                                | 26.2 (79.2)                                                | 31.2 (88.2)                                                | 34.2 (93.6)                                                | 34.5 (94.1)                                                | 37.3 (99.1)                                                | 38.2 (100.8)                                               | 34.8 (94.6)                                                | 29.5 (85.1)                                                | 26.0 (78.8)                                                | 19.1 (66.4)                                                | 38.2 (100.8)                                               |
| 일평균 최고 기온 °C (°F)                                   | 3.2 (37.8)                                                 | 6.0 (42.8)                                                 | 11.9 (53.4)                                                | 18.8 (65.8)                                                | 23.8 (74.8)                                                | 27.1 (80.8)                                                | 28.9 (84.0)                                                | 29.5 (85.1)                                                | 25.4 (77.7)                                                | 20.1 (68.2)                                                | 12.8 (55.0)                                                | 5.3 (41.5)                                                 | 17.7 (63.9)                                                |
| 일일 평균 기온 °C (°F)                                     | −2.9 (26.8)                                                | −0.6 (30.9)                                                | 4.8 (40.6)                                                 | 11.2 (52.2)                                                | 16.7 (62.1)                                                | 21.1 (70.0)                                                | 24.0 (75.2)                                                | 24.3 (75.7)                                                | 19.1 (66.4)                                                | 12.2 (54.0)                                                | 5.6 (42.1)                                                 | −1.0 (30.2)                                                | 11.2 (52.2)                                                |
| 일평균 최저 기온 °C (°F)                                   | −8.4 (16.9)                                                | −6.6 (20.1)                                                | −1.8 (28.8)                                                | 3.7 (38.7)                                                 | 9.8 (49.6)                                                 | 15.7 (60.3)                                                | 20.3 (68.5)                                                | 20.4 (68.7)                                                | 14.0 (57.2)                                                | 6.0 (42.8)                                                 | −0.3 (31.5)                                                | −6.4 (20.5)                                                | 5.5 (41.9)                                                 |
| 역대 최저 기온 °C (°F)                                     | −25.4 (−13.7)                                              | −21.9 (−7.4)                                               | −18.3 (−0.9)                                               | −7.4 (18.7)                                                | −1.2 (29.8)                                                | 4.6 (40.3)                                                 | 10.4 (50.7)                                                | 9.4 (48.9)                                                 | 0.8 (33.4)                                                 | −7.0 (19.4)                                                | −12.3 (9.9)                                                | −20.4 (−4.7)                                               | −25.4 (−13.7)                                              |
| 평균 강수량 mm (인치)                                      | 23.4 (0.92)                                                | 33.0 (1.30)                                                | 47.5 (1.87)                                                | 82.2 (3.24)                                                | 92.8 (3.65)                                                | 156.4 (6.16)                                               | 306.0 (12.05)                                              | 296.6 (11.68)                                              | 137.4 (5.41)                                               | 56.6 (2.23)                                                | 45.2 (1.78)                                                | 28.2 (1.11)                                                | 1,305.3 (51.39)                                            |
| 평균 강수일수 (≥ 0.1 mm)                                   | 7.3                                                        | 6.7                                                        | 8.2                                                        | 8.5                                                        | 8.1                                                        | 9.5                                                        | 16.7                                                       | 14.7                                                       | 9.3                                                        | 6.1                                                        | 8.1                                                        | 8.2                                                        | 111.4                                                      |
| 평균 상대 습도 (%)                                         | 66.6                                                       | 63.1                                                       | 59.9                                                       | 58.2                                                       | 62.8                                                       | 69.2                                                       | 76.8                                                       | 77.4                                                       | 76.7                                                       | 73.9                                                       | 70.5                                                       | 68.9                                                       | 68.7                                                       |
| 평균 월간 일조시간                                         | 167.0                                                      | 178.0                                                      | 211.5                                                      | 223.6                                                      | 243.9                                                      | 206.0                                                      | 159.5                                                      | 177.4                                                      | 178.5                                                      | 195.5                                                      | 158.4                                                      | 157.8                                                      | 2,257.1                                                    |
| 출처: 기상청 (평년값: 1991년~2020년, 극값: 1972년~현재)    |                                                            |                                                            |                                                            |                                                            |                                                            |                                                            |                                                            |                                                            |                                                            |                                                            |                                                            |                                                            |                                                            |

## 지리
보은군에 위치한 큰 산은 속리산, 구병산, 금적산이 두드러진다. 이 보은삼산은 각각 아버지산, 어머니산, 아들산이라는 별명을 가지고 있다. 보은군청이 위치한 마을 이름 '삼산'은 여기에서 유래하고 있다.

## 교통

### 도로
국도 제19호선이 영동에서 보은을 지나 괴산으로, 국도 제25호선이 상주에서 보은과 회인을 지나 청주로, 국도 제37호선이 괴산에서 청천을 지나 보은으로 오며 보은을 지나 옥천, 금산으로 간다.
2007년 11월 28일에 개통된 청주상주고속도로가 경부고속도로에서 갈라져 나와 보은군을 지나며 회인 나들목, 보은 나들목, 속리산 나들목을 통해 보은에 쉽게 접근할 수 있다.

### 철도
철도는 없으나, 보은군에서 가장 가까운 철도 역인 대전광역시 신탄진역과는 27.3 km, 대전역과는 31.7 km 거리에 있다. 청주역은 보은에서 35km로 멀다. 

### 농어촌버스
시내버스 업체로는 신흥운수가 있다.

## 행정 구역
보은군의 행정 구역은 1읍 10면의 하위 행정구역으로 이루어져 있으며, 군청은 보은읍에 있다. 보은군의 면적은 충청북도의 7.9%에 해당하는 584.26km2이며, 인구는 2011년 7월 31일을 기준으로 15,445 세대, 34,769명으로, 이 중 44.3%가 보은읍에 거주한다. 1965년 보은군의 인구는 113,825명이었다. 회남면은 대한민국에서 인구가 가장 적은 면 중 하나이다.
| 읍면동   | 한자     | 면적   | 세대   | 인구   | 행정 지도 |
| -------- | -------- | ------ | ------ | ------ | --------- |
| 보은읍   | 報恩邑   | 62.32  | 6,198  | 15,419 |           |
| 속리산면 | 俗離山面 | 92.15  | 1,081  | 2,296  |           |
| 장안면   | 長安面   | 29.86  | 604    | 1,329  |           |
| 마로면   | 馬老面   | 68.46  | 1,268  | 2,637  |           |
| 탄부면   | 炭釜面   | 31.61  | 1,001  | 2,006  |           |
| 삼승면   | 三升面   | 28.28  | 1,204  | 2,608  |           |
| 수한면   | 水汗面   | 48.73  | 896    | 1,928  |           |
| 회남면   | 懷南面   | 46.45  | 413    | 777    |           |
| 회인면   | 懷仁面   | 54.04  | 980    | 1,944  |           |
| 내북면   | 內北面   | 63.45  | 965    | 2,008  |           |
| 산외면   | 山外面   | 58.69  | 835    | 1,817  |           |
| 보은군   | 報恩郡   | 584.04 | 15,445 | 34,769 |           |

## 주요 기관
- 보은경찰서
- 청주지방법원 보은군법원
- 대전지방국토관리청 보은국토관리사무소

## 교육 기관
- 고등학교

|  | - 보은고등학교 - 보은여자고등학교 - 충북생명산업고등학교 - 보은정보고등학교 |

- 중학교

|  | - 보덕중학교 - 보은중학교 - 보은여자중학교 - 회인중학교 |

- 초등학교

|  | - 관기초등학교 - 내북초등학교 - 동광초등학교 - 산외초등학교 | - 보은삼산초등학교 - 삼승초등학교 - 세중초등학교 - 속리초등학교 | - 송죽초등학교 - 수정초등학교 - 수한초등학교 - 종곡초등학교 | - 탄부초등학교 - 판동초등학교 - 회남초등학교 - 회인초등학교 |

## 문화·관광
보은군의 문화관광 자원은 속리산을 중심으로 한 자연 및 전통 문화 자원이다. 속리산은 보은군, 괴산군 및 상주시의 경계에 있으며 경치가 좋아 등산객의 인기가 높은 산이다. 법주사와 정이품송(천연기념물 제 103호)도 속리산 자락에 있어 함께 구경하기에 좋다.
보은군의 특산물로는 대추가 있는데 전국적으로 유명하며 매년 10월 보은대추축제가 열린다.
- 동학농민 혁명기념공원
- 우당고택
- 보은 삼년산성
- 오리숲길
- 만수계곡

### 축제
- 보은대추축제
- 속리산단풍가요제
- 속리축전
- 오장환문학제
- 생생문화재

### 스포츠
- 보은공설운동장

## 자매 도시
- 대한민국 서울특별시 광진구
- 일본 미야자키현 미야자키시